# Società Archimede di mutuo soccorso
La Società Archimede di mutuo soccorso fu una associazione di mutuo soccorso attiva a Torino nella seconda metà dell'Ottocento.
Fu costituita nel 1871 per allargare la preesistente Unione dei Fabbri-Ferrai alle attività di «operai fabbri-ferrai, meccanici ed arti affini».
Nel 1878 costituì una scuola professionale, inizialmente riservata ai soci e ai loro parenti, in seguito aperta al pubblico, che nel 1922 divenne autonoma e rimase attiva fino al 1945.
Nel 1890 fu tra i principali promotori dell'Esposizione Operaia Italiana di Torino, dal 28 settembre al 30 novembre e nel 1891 contribuì alla costituzione della Camera del Lavoro di Torino, uno dei movimenti che nel 1906 saranno all'origine della Confederazione Generale del Lavoro.